# 戶谷公次
戶谷公次（1948年7月12日—2006年2月6日）是日本資深男性声優與演員，生於愛知縣名古屋市。從屬於青二Production事務所，東映Audio Talent School出身，擅長打棒球。2006年2月6日因心臟衰竭逝世。享年57歳。其子戶谷公人為現役演員、聲優。

## 主要出演作品

### 電視動畫
- AIR——美凪之父
- 動畫親子劇場——時光書（舊約聖經）
- 機動戰士GUNDAM (初代)——Uragan、Cozun Graham
- 機動戰士Z GUNDAM——Kacricon Cacooler、佳迪·金澤一
- 機動戰士GUNDAM ZZ——Gottn Goh、奧古斯特·吉丹
- 蜡笔小新——希拉・巴克萊、竿野志成
- 魁！！男塾——権田馬之助、蝙翔鬼
- 混沌武士——Shige
- 聖鬥士星矢——山羊座修羅、白鯨座摩西斯
- IQ博士——空豆クリキントン、加奧斯署長
- 七龍珠——吸血魔人
- 火影忍者——ホウキ - 第166-167話/遺作
- 鋼之鍊金術師——蒂姆·馬爾科
- 北斗神拳——クラブJ、フォックス、バロン、傑基、壮年期のリュウケン、ハン
- 魔神英雄傳——ドンゴロ将軍
- 橘子醬男孩——三輪由充
- 名偵探柯南——川治健作、吉澤正
- 秀逗魔導士NEXT——莫羅斯(左亞那王國国王)
- 週刊故事樂園（「發光地圖」（黑道成員A））
- 我們這一家——理央的爸爸
- 哆啦A夢(大山羨代版)——安男
- 銀河鐵道999——C62-50
- 世界名作劇場系列
  - 湯姆索耶的冒險——丹
  - 愛少女波麗安娜物語——米德醫生
  - 愛的小婦人物語——南軍將校
  - 小公子西迪——麥可
  - 崔普一家物語——卡爾‧克契拉

### OVA
- 機動戰士Gundam 0080：口袋裡的戰爭——キリング中佐
- 機動戰士Gundam 0083：Stardust Memory——阿爾法・A・貝特
- 強殖裝甲——グレゴール
- 銀河英雄傳說——アルツール・フォン・シュトライト
- SD戰國傳 天下泰平編——殺驅頭

### 劇場版
- 機動戰士GUNDAM (初代)——クラウン
- 機動戰士GUNDAM 逆襲的夏亞——トゥース
- 機動戰士Gundam 0083：Stardust Memory——阿爾法・A・貝特
- 機動戰士Z GUNDAM——Kacricon Cacooler
- 銀河英雄傳說——エルネスト・メックリンガー
- 七龍珠——ジンジャー

1987年
- 王立宇宙軍～歐尼亞米斯之翼～（查利強米）

### 遊戲
- SD GUNDAM G世代——阿爾法・A・貝特
- 機動戰士GUNDAM (初代)——Kacricon Cacooler
- 超級機器人大戰——阿爾法・A・貝特、Cozun Graham、Kacricon Cacooler、佳迪·金澤一、Gottn Goh、奧古斯特·吉丹、ニェット、ハッシャ・モッシャ
- 生死格鬥——里昂
- 北斗神拳——傑基
- 女神異聞錄3——桐條武治
- 潛龍諜影——Revolver Ocelot